# 朱公鉐
永興昭僖王朱公鉐（1428年－1488年），是明朝永興王朱志墣之庶長子，生母張夫人。宣德三年生，九年三月壬寅賜名，正統八年四月丙午封長子，襲封永興王，弘治元年十一月辛酉薨，諡號昭僖。享年六十一歲，在位三十四年。由其子朱誠瀾承襲永興郡王。

## 家庭

### 妻
1. 王妃尹氏
2. 側室張夫人

### 子女

#### 子
1. 永興榮惠王 朱誠瀾